# Товариство Кестнера (Ганновер)
52°22′39″ пн. ш. 9°43′54″ сх. д. / 52.3775° пн. ш. 9.73167° сх. д.

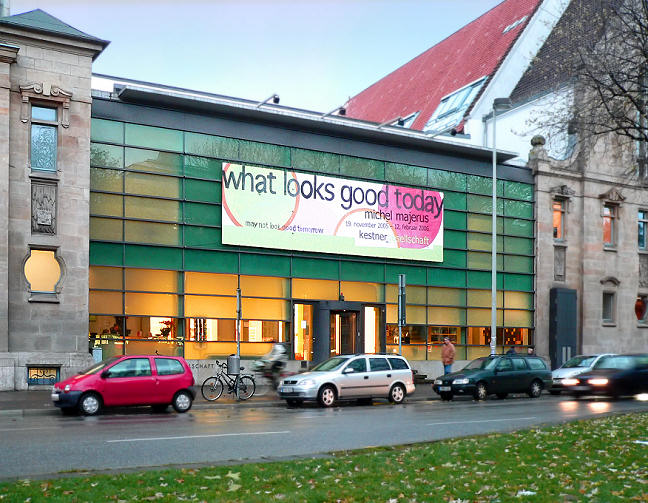
Kestnergesellschaft, художня галерея в Ганновері

Товариство Кестнера, Kestner Gesellschaft (Кестнер Гезельшафт) — художня галерея в німецькому місті Ганновері, заснована в 1916.
Названа на честь Августа Кестнера (1777—1853), який зробив внесок у мистецьке та культурне життя міста. Один із засновників галереї — художник Вільгельм фон Дебшиц (1871—1948). Товариство розквітало під керівництвом Александра Дорнера і Юстуса Бієра, прихильників сучасного мистецтва.
Після Другої світової війни товариством керував Альфред Генцен (1947), а після нього Фріц Шмаленбах. В 1997 Kestner Gesellschaft переїхав у нове приміщення, де раніше був водний центр Ґозеріде (Goseriede).
В 2005 у галереї був виставлений грязьовий будинок, створений іспанським художником Сантьяго Сьєррою, в якому кімната з грязьовою підлогою нагадувала штучне озеро Ганновера Машзе.
З 2015 по 2019 рік посаду директора обіймала Крістіна Вег.
На сьогоднішній день, директором музею є Адам Будак, який почав свою роботу в листопаді 2020 року.

## Історія
В 1916, під час Першої світової війни, Kestner Gesellschaft був заснований ганноверцями Германом Бальзеном, Августом Медсаком та Фріцем Бейндорфом.
Їхньою метою було зібрати колекцію робіт всесвітньо відомих та новаторських художників. Зокрема, на першій виставці, була представлена нова робота Макса Лібермана.
Перший директор, Пауль Кюпперс, заявив, що метою було представити твори мистецтва, які «не просто виконують функцію розслаблюючої розваги, а натомість мають стимулюючий і — за необхідності —провокаційний та скандальний ефект».
В 1936 під тиском гітлерівського нацизму Kestner Gesellschaft було закрито. Тодішній директор, єврей Юстус Бієр, виставляв художників Еріха Геккеля, Герхарда Маркса, Крістіана Рольфа та Августа Маке. Картини цих митців через рік були представлені на горезвісній виставці «дегенеративне мистецтво» у Мюнхені.
Невдовзі після війни (1948) на Вармбюхенштрасе було відкрито нове Товариство Кестнера. Серед засновників — громадяни Ганновера Герман Бальзен, Вільгельм Штіхве, Бернхард Шпренґель та Ґюнтер Байндорф, директор компанії Пелікан.
В 1990-х ця будівля вже не могла задовольнити високі технічні вимоги сучасних виставкових робіт, і Kestner Gesellschaft шукав нове місце. Був обраний колишній аквацентр Ґозеріде у центрі, і команда архітекторів, відібраних за кордоном, спроектувала та реалізувала перетворення будівлі у сучасний виставковий зал.
Кожен із п'яти залів Kestner Gesellschaft має свої унікальні розміри та атмосферу. Вони здатні вмістити різноманітні виставкові концепції. Приміщення можна трансформувати за допомогою високотехнологічного обладнання, включаючи невидиму мережу електричних з'єднань у підлогах, стінах та стелях. Також подбали про створення необхідної інфраструктури для дбайливого транспортування та установлення творів мистецтва.

## Список художників
Список художників, чиї роботи виставлялися протягом 75-річної історії товариства, може бути підказкою «Хто є хто» в історії мистецтва ХХ і ХХІ століть. Найвідоміші з них: Пол Клее (1920), Василь Кандинський (1923), Ель Лісіцький (1923) і Курт Швіттерс (1924) — обидва друзі Кестнер Ґезельшафта, Жуан Міро (1952, 1956, 1989), Жан Дюбюффе (1960), Марсель Дюшан і Горст Янссен (1965), Пабло Пікассо (1973, 1993), Вольф Востелл (1977), Георг Базеліц (1987), Йозеф Бойс (1975, 1990), Енді Воргол (1981, 2001), Річард Прінс (1991), Ребекка Горн (1978, 1991, 1997), Антоні Тайпіес (1962, 1998), Джонатан Міз (2002), Томас Руфф (2003), Петер Дойґ (2004), Рошель Файнштейн, Джеймс Річардс та Аннет Келм (2016, 2017).
В 2017 вийшло третє видання колекції Made in Germany (Зроблено в Німеччині), яку колективно курурують три установи: Kestner Gesellschaft, Kunstverein Hannover та Sprengel Museum Hannover. Виставка була зосереджена на умовах продукування мистецтва в Німеччині.